# هارتمانسدورف بای کیرشبرگ
هارتمانسدورف بای کیرشبرگ (به آلمانی: Hartmannsdorf bei Kirchberg) یک شهر در آلمان است که در Zwickau (district) واقع شده‌است. هارتمانسدورف بای کیرشبرگ ۱٬۴۶۸ نفر جمعیت دارد.